# 破壞王
《破壞王》是刃森尊作畫、村田秀雄（村田ひでお）原作的漫畫作品，於《週刊少年Magazine》連載，單行本共18卷。台灣於《新少年快報》連載。

## 人物
- 泽村典隆
- 中山美樹
- 丸山
- 查布亚
- 浅野温子

## 外部參考
- 公相君. . 香港01. 2019-05-17  [2024-07-17]. （原始内容存档于2024-07-17） （中文（香港））.